# سیارک ۲۵۱۰۶
سیارک ۲۵۱۰۶ (به انگلیسی: 25106 Ryoojungmin، نامگذاری:1998RC53) بیست و پنج هزار و صد و ششمین سیارک کشف شده‌است که در ۱۴ سپتامبر ۱۹۹۸ کشف شد.
قدر مطلق سیارک برابر ۱۲.۹ است.